# Ваа-о-Фоноти
Ваа-о-Фоноти (самоан. Va'a-o-Fonoti) — административный округ Самоа. Площадь — 38 км². Население — 1543 человека (наименьшее среди самоанских округов; 2011). В округ входит основная территория вокруг залива Фагалоа (7 деревень) и небольшой прибрежный эксклав в 10 км на северо-западе от основной территории (деревня Фалеапуна — население 582 человека). Обе части округа расположены в долине Фалефа на северо-востоке острова Уполу и окружены округом Атуа. Административный центр — Самамеа.
Округ отделился от Атуа и сформировался в XVI веке, когда Фоноти, завоевавший титул Тафаифа, наградил народ этой части Атуа за проявленную храбрость в этой войне. Название округа с самоанского переводится как «длинная лодка Фоноти», напоминая о храбрости морских сил этой территории во время той войны. Фоноти был вторым обладателем титула Тафаифа после королевы Саламасина.
Верховный вождь округа носит титул Таламаивао.